# إلياس عثمان لجتور
إلياس عثمان لجتور (بالصومالية: Ilyaas Cismaan Lugatoor) سياسي صومالي، شغل سابقا منصب وزير النقل الجوي والمطارات، ويشغل حاليا منصب نائب رئيس ولاية بونتلاند الصومالية حيث انتُخب في 8 يناير 2024.

## حياته الشخصية
وُلد إلياس عثمان لجتور في بلدة بوعمى بمحافظة سول، وينحدر من عشيرة طلبهنتي.

## حياته المهنية

### وزير الطيران في بونتلاند
في فبراير 2019، عُيِّن إلياس وزيرًا للطيران والمطارات في حكومة بونتلاند الجديدة.
في مارس 2019، زار إلياس لجتور بلدة بوعمى بمحافظة سول المتنازع عليها مع صوماليلاند ضمن وفد وزاري من حكومة بونتلاند.
في يونيو 2019، رافق إلياس لجتور رئيسَ حكومة بونتلاند سعيد عبد الله دني في زيارة للصين.
في يوليو 2019، عَيّن الوزير إلياس مديرًا جديدا لمطار مدينة برن بمحافظة هيلان شمال شرق الصومال.
في نوفمبر 2019 وقّع وزير الطيران في بونتلاند إلياس لجتور عقد شراكة مع مجموعة فرونتير للخدمات الصينية لتطوير مطار جروي عاصمة ولاية بونتلاند.
في فبراير 2020، انتقد إلياس قانون الطيران الذي قدمته الحكومة الفيدرالية إلى البرلمان الاتحادي الصومالي.
في أبريل 2020، اختير إلياس رئيسًا لمجلس إدارة حزب كاه السياسي.
في أغسطس 2022، اندلع توتر سياسي ظهر في تراشق بين وزير الطيران في بونتلاند إلياس لجتور وحاكم محافظة سول من قبل صوماليلاند عبد الكريم آدم حاج ديري، حول بلدة بوعمى، وأعلن لجتور أن قوات صوماليلاند اقتحمت بلدة بوعمى إلا أنها انسحبت في غضون ساعة. وفي الوقت نفسه، أعلنت حكومة صوماليلاند أنها سيطرت على محافظة سول بكاملها والتي تضم بلدة بوعمي.
في ديسمبر 2022 اندلع خلاف بين رئيس حكومة بونتلاند سعيد عبد الله دني ونائبه أحمد علمي عثمان كراش الذي أراد الإطاحة بالوزير لجتور، في حين تمسك الرئيس دني بإبقاءه في منصبه.

### نائب الرئيس
في 8 يناير 2024 انتُخِب إلياس عثمان لجتور نائبًا لرئيس حكومة بونتلاند، خلفا لأحمد علمي عثمان كراش.
في يناير 2024 صرح نائب رئيس حكومة بونتلاند إلياس لجتور أنه المسؤول عن ملف ولاية خاتمة في بونتلاند، وأن القرارات المتعلقة به ستصدر من مكتبه.
في مارس 2024 التقى إلياس لجتور بوفد من لجنة الإنقاذ الدولية.